# Lucia Ďuriš Nicholsonová
Lucia Ďuriš Nicholsonová, née Kubovičová le 28 novembre 1976 à Bratislava, est une femme politique slovaque et ancienne journaliste.
Membre du parti Liberté et solidarité, elle siège au Conseil national de la République slovaque de 2016 à 2019 et au Parlement européen depuis 2019, où elle préside la Commission de l'emploi et des affaires sociales . Elle y siège dans un premier temps au sein du groupe des Conservateurs et réformistes européens, puis rejoint le 19 mai 2021 le groupe Renew Europe.

## Carrière de journaliste
Lucia Nicholsonová a travaillé pour une dizaine de médias en Slovaquie. Son premier mari, Tom Nicholson, également journaliste, travaillait pour le journal slovaque SME et le journal en langue anglaise The Slovak Spectator. 

## Carrière politique

### Carrière politique nationale
Lucia Nicholsonová est élue vice-président du Conseil national de la République slovaque en 2016. Membre du parti Liberté et solidarité, elle est chargée du programme pour les communautés socialement exclues. Au-delà des affaires sociales, elle est aussi une critique véhémente des scandales de corruption gouvernementaux, incluant la redistribution corrompue de financement européens dans les politiques concernant l'agriculture, le social et le travail.
Elle fait partie d'une petite délégation du parlement slovaque ayant rencontré le Dalaï Lama lors de sa visite en Slovaquie, en octobre 2016.

### Membre du Parlement européen (depuis 2019)
En mai 2019, Lucia Nicholsonová fait partie des 14 députés slovaques à entrer au Parlement européen. Son parti Liberté et solidarité a gagné 9,60% des votes et envoie donc deux députés à Bruxelles. 
Au Parlement européen, elle est membre de la Commission de l'emploi et des affaires sociales et de la Commission des libertés civiles, de la justice et des affaires intérieures. En juillet 2019, elle est élue présidente de la Commission de l'emploi et des affaires sociales.
En 2021, elle quitte le groupe parlementaire des Conservateurs et réformistes européens (CRE) pour rejoindre le groupe Renew Europe. Elle conserve son poste de présidente de la Commission de l'emploi et des affaires sociales, ce qui entraine un conflit entre le CRE et Renew, le premier considérant que la présidence de la commission était attachée au groupe parlementaire et non à la députée,.
Lucia Nicholsonová cède la présidence de la Commission Emploi à l'eurodéputé roumain Dragos Pislaru le 24 janvier 2022.

## Positions politiques
Lucia Nicholsonová est reconnue pour la réforme qu'elle a proposé en tant que membre de l'opposition visant à améliorer les conditions de vie de la minorité Rom et à prévenir leur exclusion socio-économique, principalement via une préscolarisation précoce pour les enfants issus de minorités exclues, un accompagnement social plus efficace, spécialisé et motivant et des aides sur mesure. 
Elle se concentre sur l'emploi et les questions sociales, en particulier les droits des personnes handicapées et le vieillissement. Au cours de sa campagne électorale pour le Parlement européen, elle a mis l'accent sur les incitations à l'équilibre entre vie professionnelle et vie privée. 